# Senait Ashenafi
Senait Ashenafi (10 de marzo de 1966 en Adís Abeba) es una actriz estadounidense, nacida en Etiopía, que interpretó a Keesha Ward en General Hospital desde 1994 hasta 1998. También trabajó como bailarina, cantante, y modelo.
Después de estudiar en la Universidad Estatal de Florida, trabajó como estrella invitada en el programa A Differente World, The Fresh Prince of Bel-Air, y Mad About You. Tras dejar su papel de Kesha en General Hospital en 1998, Ashenafi se convirtió en estrella de una sola película, Honeybee, en 2001.